# 瓦爾基區

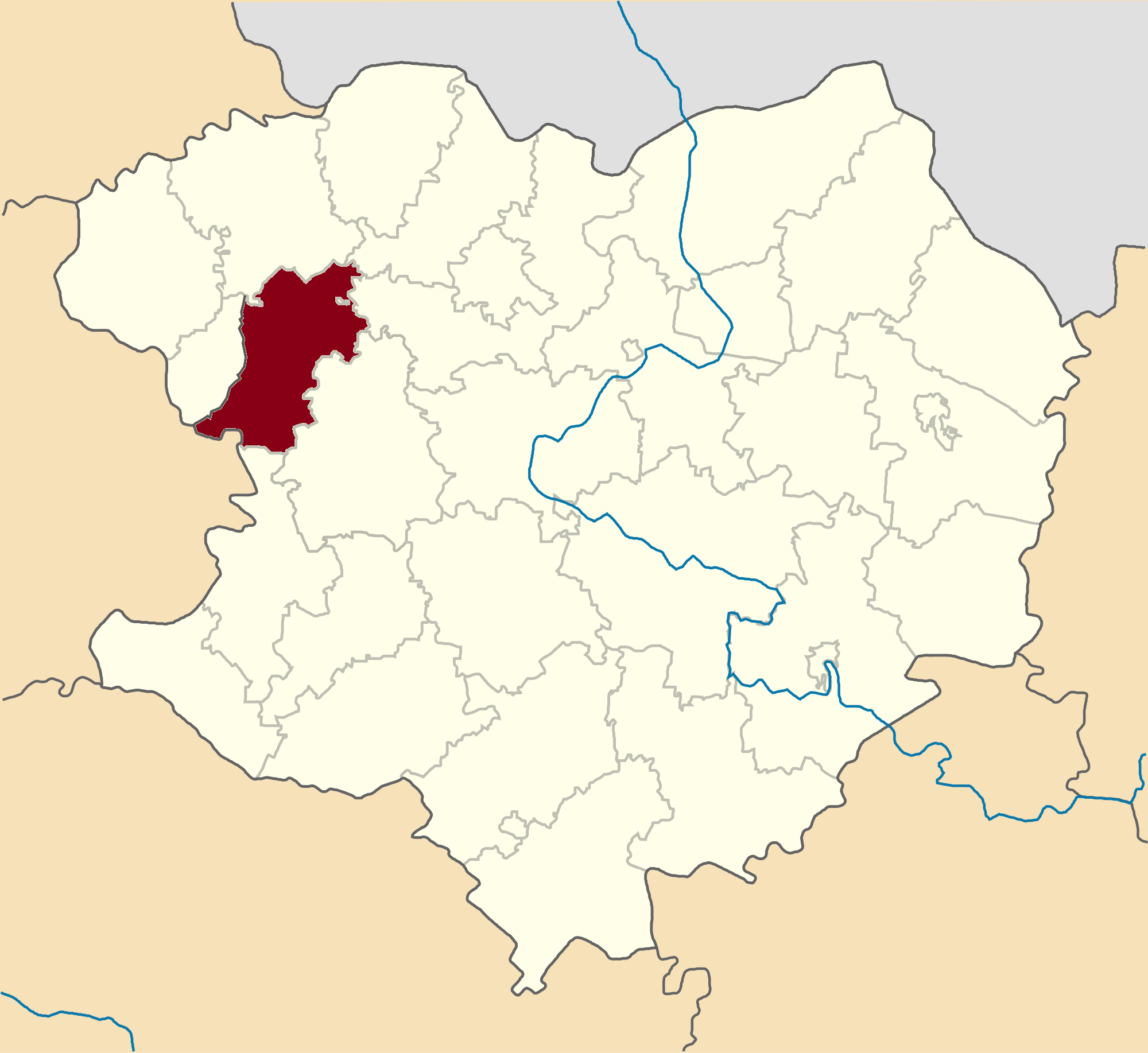
废除前瓦爾基區在哈爾科夫州的位置

瓦爾基區（烏克蘭語：Валківський район），曾是烏克蘭的一個區，位於該國東部，由哈爾科夫州負責管轄，首府設於瓦爾基，面積1,010.5平方公里，2013年人口32,158，人口密度每平方公里32人。
该区在2020年7月18日的乌克兰行政区划改革中被撤销，改革后哈爾科夫州下分为7个区，瓦爾基區合并至博霍杜希夫區。